# Bataille de Melrose
Guerre des clans écossais
La bataille de Melrose fit partie de la guerre des clans écossais et se déroula le 25 juillet 1526. Walter Scott de Branxholme et Buccleuch tenta sans succès de secourir le jeune Jacques V d'Écosse du puissant Archibald Douglas, 6e comte d'Angus.

## Origine du conflit
La tutelle du jeune Jacques V d'Écosse, assurée par Archibald Douglas, 6e comte d'Angus, devait durer trois mois, par la suite les membres du conseil de la régence s'occuperaient du roi. Mais Douglas refusa de passer la relève au comte d'Arran. Le roi envoya alors un message à Sir Walter Scott de Branxholme et de Buccleuch, lui demandant de venir le secourir. Peu après, le jeune roi, qui partait pour Édimbourg bien escorté par Douglas et ses hommes, fut intercepté à Melrose par Sir Walter Scott et un groupe de Border Reivers.

## Bataille
Les forces du comte d'Angus, constituées principalement de membres du clan Kerr, lui permirent de dominer la bataille et de repousser les assaillants. Le laird de Scott vint quant à lui d'Eildon Hill jusqu'à Melrose accompagné par près de 1 000 hommes. Les hommes d'Angus chargèrent tandis que ceux de Scott restèrent sur leur position. Mais le Lord Home (en) arriva en renfort avec 80 hommes du clan Kerr pour aider le comte d'Angus et attaqua les flancs des clans Scott et Eliott qui commencèrent à prendre la fuite. Pendant la poursuite, Andrew Kerr de Cessford fut tué par un des hommes au service des Eliott. Les Scott perdirent près de 80 hommes et le comte d'Angus une centaine.

## Conséquences
Pendant la nuit qui suivit la bataille, le jeune roi Jacques V resta à Darnick Tower et continua son chemin vers Édimbourg le lendemain. La mort d'Andrew Kerr durant la bataille fut la cause d'une longue et meurtrière querelle entre les Kerr et les Scott. Le 4 septembre 1526, la bataille de Linlithgow Bridge eut lieu au même endroit et les opposants au comte d'Angus échouèrent une nouvelle fois à sauver Jacques V de l'emprise de son régent.